# Aquaman and the Lost Kingdom
Aquaman and the Lost Kingdom er en amerikansk film fra 2023 af James Wan.

## Medvirkende
- Jason Momoa
- Patrick Wilson
- Amber Heard
- Yahya Abdul-Mateen II
- Dolph Lundgren
- Randall Park
- Temuera Morrison
- Nicole Kidman